# Sohravardi
Shihāb al-Dīn Yaḥyā Sohravardī (in persiano  شهاب‌ الدین سهروردی‎; Sohrevard, 1155 – Aleppo, 29 luglio 1191) è stato un filosofo e mistico persiano.
Fondatore della teosofia orientale o filosofia illuminazionista o illuminativa, una forma di Filosofia islamica. Il suo nome significa "abitante di Sohrevard", o "colui che viene da Sohrevard". Il nome completo è Shihāb al-Dīn Yaḥyā ibn Ḥabāsh ibn Amīrak Abū l-Futūḥ.

## Biografia
Nacque nel 549 dell'Egira (1155 dell'era cristiana) in un piccolo paese dell'antico impero dei Medi, Sohrevard, nel nord-ovest della Persia. Partì molto giovane per studiare a Maragha, presso lo Shaykh Majd al-Din Jili che si occupò anche dell'istruzione di un altro filosofo, al-Rāzī. Sohravardi proseguì gli studi a Esfahan sotto Omar ibn Shalan al-Sawâj nella cerchia di filosofi "ellenici", vicini al pensiero di Avicenna. A seguito di una crisi religiosa provocata dalla visione estatica di Aristotele, si avvicinò al sufismo nel tentativo di praticare al contempo l'esperienza mistica (tâ'âlloh) e la conoscenza filosofica (bath). Adottò uno stile di vita itinerante, frequentò le khanqa ("conventi" sufi), assisté spesso alle loro sessioni di danza e di musica (sama'i), che lui stesso apprezzò e raccomandò per raggiungere l'estasi.
Il suo biografo Shahrazurî riporta che alla fine della sua vita il filosofo non interrompeva il suo digiuno che una sola volta alla settimana. Shahrazurî insiste anche sull'indifferenza per il vestiario, per gli onori, le apparenze del maestro che possono rievocare alcune correnti di pensiero malamati.
Pare che Sohrawardi si affezionò particolarmente all'area del Diyar Bakr, nell'Alta Mesopotamia, dove soggiornò a lungo. Fu benvoluto da principi e sovrani turkmeni, soprattutto da ʿImād al-Dīn Qarā Arslān, sovrano del Kharpout, al quale dedicò il suo Libro delle Tavolette. Tuttavia, l'esercizio della sua influenza politica sui principi Ayyubidi e sul figlio di Saladino, al-Malik al-Zahir Ghazi, Emiro di Aleppo, gli costarono la condanna della comunità e la sua esecuzione capitale per ordine del sultano Saladino, motivo del suo laqab 'Maqtūl', "Ucciso".
Morì il 29 luglio del 1191 ad Aleppo, nell'attuale Siria (ma all'epoca in Giazira).

## Pensiero
L'originalità e la saggezza dell'Ishraq fondata da Sohravardi consiste nell'unificazione e sintesi dell'eredità zoroastriana con la filosofia platonica e la rivelazione islamica, quest'ultima comprensiva del retaggio ebraico-cristiano. L'"Oriente" descritto dalla sua "Saggezza orientale" è infatti un Oriente "interiore", il simbolo di una Luce di Conoscenza, opposta all'"esilio occidentale" che è oblio e allontanamento di questa conoscenza nelle tenebre della materia.
Sebbene includa la filosofia peripatetica e gli sviluppi ispirati da Ibn Sina (Avicenna), la filosofia illuminativa di Sohravardi critica diverse posizioni prese da quest'ultimo, e si discosta radicalmente nell'uso di un linguaggio simbolico innestato principalmente nell'antica saggezza persiana, in cui convivono elementi comuni alle diverse culture del Vicino ed Estremo Oriente, grazie al quale Sohravardi sviluppa una ḥikmat al-ishrāq - concetto di difficile traduzione dal momento che Ishrāq significa in arabo "levar del Sole all'alba", e questa "saggezza", che il filosofo non pretende di inventare ma piuttosto invita a richiamare e a restaurare, è paragonabile a un Sole interiore che rischiara intellettualmente e spiritualmente, e ci fa godere della Verità.
L'elemento fondamentale della filosofia di Sohravardi è la Luce, pura e immateriale, sorgente di tutte le altre manifestazioni, che si svelano man mano che questa Luce declina la sua intensità; mediante un'interazione complessa, queste luci provocano tutt'intorno una rifrazione di raggi luminosi orizzontali, paragonabili alle Forme platoniche che presiedono alle specie del mondo terrestre.
Secondo la cosmologia sohravardiana, tutte le creature provengono da emanazioni successive e graduali della luce, le quali provengono dalla Luce originaria, (Nūr al-anwār).
Sohravardi difese la teoria di un mondo intermedio indipendente, o mondo immaginale (ʿalam-e mithāl, mundus immaginalis) che ricorda il mondo dello Yetzirah della Cabala ebraica, o il Barzakh (letteralmente l'intermedio) della metafisica di Ibn Arabi. Le sue idee hanno esercitato una grande influenza, in modo particolare sul pensiero di Molla Sadra Shirazi che recuperò il concetto di intensità e gradazione dell'Essere, al quale combina la visione peripatetica e illuminativa dell'esistenza.

## Tradizione
I discepoli di Sohravardi si rivolgevano al maestro col titolo onorifico di "Shaykh al-ishrāq", Maestro dell'Illuminazione. Veniva anche chiamato Maestro della teosofia orientale. I suoi insegnamenti hanno esercitato una forte influenza sul pensiero iranico, ed è stato affermato più volte che la Saggezza orientale sta alla filosofia come il sufismo sta alla teologia scolastica e canonica.
La maggior parte dei logici e filosofi musulmani considera l'idea di "necessità decisiva" una delle più importanti innovazioni di Sohravardi nella storia della speculazione.
Oltre a mistica e filosofia, Sohravardi scrisse di logica, di fisica e di epistemologia. Fu anche un eccellente matematico e, secondo il biografo Shahrazurî, "conosceva problemi dell'algebra che nessuno sapeva risolvere".

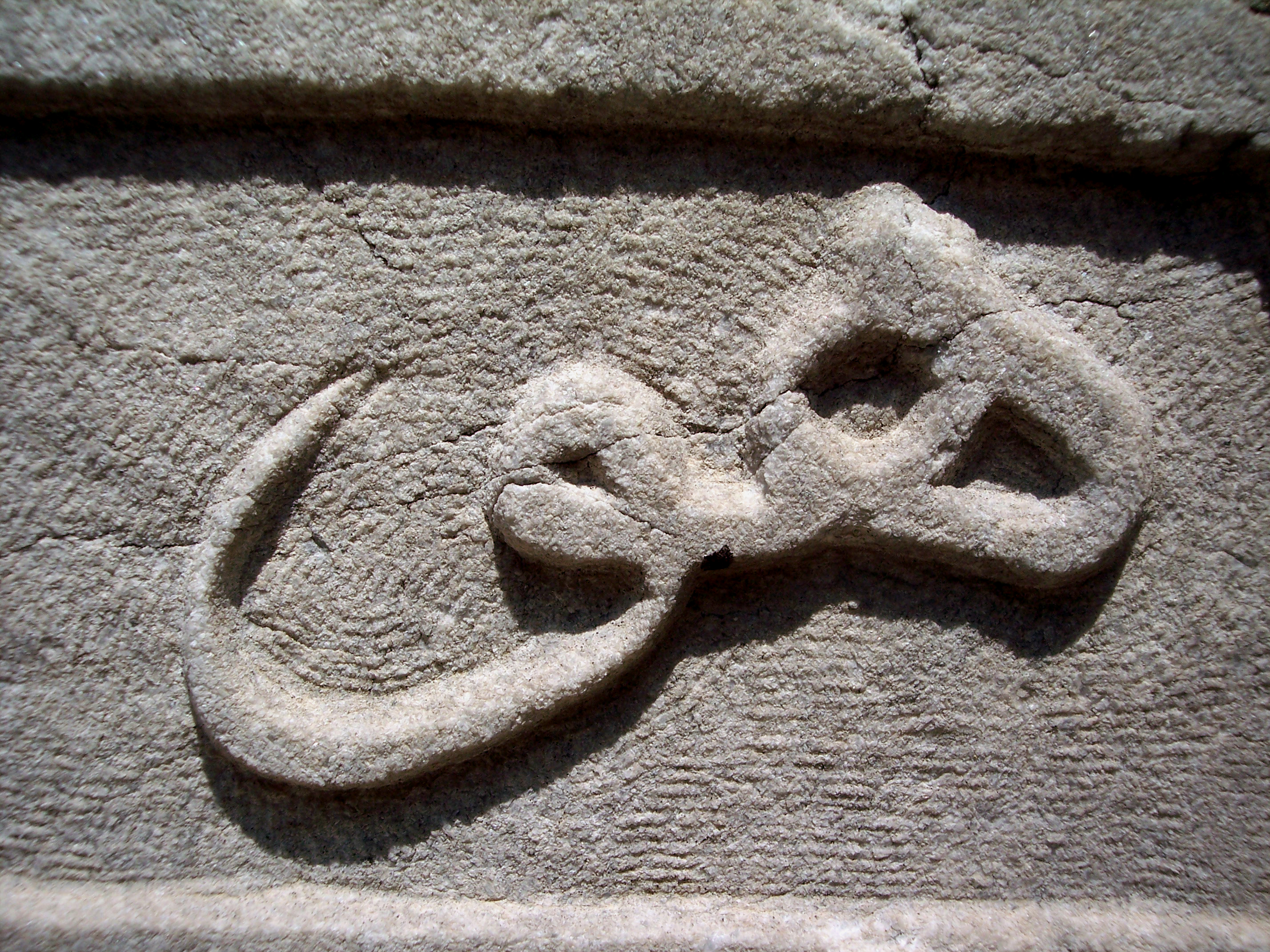
Il pronome arabo di III persona Huwa (Egli), che nel sufismo è sinonimo di Allah

In Italia Elémire Zolla fu tra i pochi a menzionare il filosofo persiano. Sulla scorta delle speculazioni dell'iranista francese Henry Corbin, denunciò l'eclissi in età moderna dell'ʿalam-e mithal, mundus imaginalis e l'importanza del riacquistare un corretto uso dell'immaginazione.

## Traduzioni italiane
- L'arcangelo purpureo, Colliseum, Milano, 1990.

## Traduzioni inglesi
- The Philosophy of Illumination: A New Critical Edition of the Text of Hikmat Al-Ishraq, a cura di  John Walbridge e Hossein Ziai, Provo, Brigham Young University Press, 1999.